# Температурна компенсація
Температу́рна компенса́ція — здатність до стабілізації обмінних процесів при зміні температури тканин.
Ряд пойкілотермних видів, що мешкають в умовах змінних температур, розвиває можливість підтримувати більш-менш постійний рівень  обміну речовин в досить широких межах зміни температури тіла. Це явище називається температурною компенсацією і відбувається в основному за рахунок біохімічних  адаптацій. Наприклад, у  молюсків на узбережжі  Баренцева моря, таких, як черевоногі літорини (Littorina littorea) і двостулкові мідії (Mytilus edulis), інтенсивність обміну, оцінювана за  споживанням кисню, майже не залежить від температури в тих межах, з якими молюски зустрічаються щодня під час припливів і відпливів. У весняно-літній період цей діапазон досягає більше 20 °C (від +6 до +30 °C), і в холодній воді їх метаболізм настільки ж інтенсивний, як у теплому повітрі. Це забезпечується дією ферментів, які при зниженні температури змінюють свою конфігурацію таким чином, що зростає їх спорідненість до субстрату і реакції протікають більш активно.
Інші способи температурної компенсації пов'язані із заміною діючих ферментів подібними по функції, але працюючими при іншій температурі ( ізоферментами). Такі адаптації вимагають часу, оскільки відбувається інактивація одних генів і включення інших з подальшими процесами збірки білків. Подібна аклімація (зрушення температурного оптимуму) лежить в основі сезонних перебудов, а також виявляється у представників широко поширених видів у різних щодо клімату частинах ареалу. Наприклад, у одного з видів бичків з  Атлантичного океану в низьких широтах Q10 має невисоке значення, а в холодних північних водах зростає при низьких температурах і знижується при середніх. Результатом цих компенсацій є те, що тварини можуть підтримувати відносну сталість активності, так як навіть незначне підвищення температури поблизу критичних точок підсилює обмінні процеси. Температурні компенсації для кожного виду можливі лише в певному діапазоні температур, але не вище і не нижче цієї області.
Біохімічні адаптації при всій їх ефективності не є головним механізмом протистояння несприятливим умовам. Насправді вони є часто «крайнім засобом» і еволюційно виробляються у видів лише тоді, коли неможливі інші способи, фізіологічні, морфо-анатомічні або поведінкові, уникати екстремальних впливів без перебудови основного хімізму клітин. Ряд пойкілотермних організмів має можливості часткової регуляції теплообміну, тобто деякі способи збільшити надходження тепла в організм або відвести його надлишок. В основному ці адаптації виникають у багатоклітинних рослин або тварин і в кожній групі мають свою специфіку.

## Ресурси Інтернету
- Чернова Н. М., Былова А. М. Общая экология. Температурная компенсация.
- Bodenstein C., Heiland I., Schuster S. Temperature compensation and entrainment in circadian rhythms // Phys. Biol. — 2012. — Vol. 9. — doi:10.1088/1478-3975/9/3/036011